# Opération Ceinture
Haiphong – Hanoi – Papillon – Léa – Ceinture – Route Coloniale 4 – Vĩnh Yên – Mạo Khê – Sông Đáy – Hòa Bình – Nghia Lo
– Lorraine – Nà Sản – Bretagne – Adolphe – Laos I – Atlante – Camargue – Hirondelle – Brochet – Mouette – Laos II – Điện Biên Phủ –  Mang-Yang-Pass
Die Opération Ceinture war eine französische Militäroperation während des Indochinakriegs. Dabei versuchten die französischen Truppen vom 20. November bis zum 22. Dezember 1947 die Viet-Minh-Guerilla in einem Gebiet nordwestlich von Hanoi zu zerschlagen.

## Vorgeschichte
Im Rahmen der Opération Léa versuchten die Kolonialtruppen die Organisation des Viet Minh in ihrem Rückzugsraum dem Viet Bac zu zerschlagen. Die Operation verfehlte dieses Ziel und die Guerilla konnte den Versuchen sie im Gefecht zu stellen mehrheitlich ausweichen. Infolgedessen befahl das französische Oberkommando unter Jean-Étienne Valluy eine ähnliche Abriegelungs- und Durchkämmungsoperation nordwestlich von Hanoi. Die Operation konzentrierte sich auf ein Hochlandgebiet nahe Hanoi in der die ethnische Minderheit der Thái stark vertreten war. Das Einsatzgebiet erstreckte sich von Hanoi über Thái Nguyên bis Tuyen Qang.

## Verlauf und Folgen
Von französischer Seite wurden 18 Bataillone inklusiver amphibischer Landungsfahrzeuge und Fallschirmjäger eingesetzt. Die französischen Kräfte entdeckten dabei viele Depots der Guerilla. Die französischen Stellen behaupteten in dieser Operation und Opération Lea rund 9.500 Kombattanten getötet zu haben, allerdings ist der Anteil an fälschlich getöteten Zivilpersonen nicht zu ermitteln. Das Gros der Viet Minh konnte sich auch bei der Opération Ceinture dem Zugriff der Kolonialmacht entziehen. Nachdem die Franzosen unter Zurücklassung einer losen Stützpunktkette ihre Hauptkräfte aus dem Gebiet abzogen konnte die Viet Minh ihre Positionen binnen Wochen wieder besetzen.